# ويليام فيشر بيرسون
ويليام فيشر بيرسون (بالإنجليزية: William Fisher Pearson)‏ هو سياسي نيوزلندي، ولد في 1854، وتوفي في 3 يوليو 1888. انتخب عضو مجلس النواب نيوزيلندا (1881 – 1888).